# Thyasophila blanchardi
Thyasophila blanchardi är en skalbaggsart som beskrevs av Thomas Casey 1911. Thyasophila blanchardi ingår i släktet Thyasophila och familjen kortvingar. Inga underarter finns listade i Catalogue of Life.